# 费南县
费南县，中国旧县名。
山东抗日根据地设。1940年由费县南部析置。以位县南得名。治流峪。1945年撤销，与费北县一部分并改设平邑县。 